# D-ドーパクロムデカルボキシラーゼ
D-ドーパクロムデカルボキシラーゼ(D-dopachrome decarboxylase、EC 4.1.1.84)は、以下の化学反応を触媒する酵素である。
D-ドーパクロム {\displaystyle \rightleftharpoons } 5,6-ジヒドロキシインドール + CO2
従って、この酵素の基質は、D-ドーパクロムのみ、生成物は、5,6-ジヒドロキシインドールと二酸化炭素の2つである。
この酵素はリアーゼ、特に炭素-炭素結合を切断するカルボキシリアーゼに分類される。系統名は、D-ドーパクロム カルボキシリアーゼ (5,6-ジヒドロキシインドール形成)(D-dopachrome carboxy-lyase (5,6-dihydroxyindole-forming))である。他に、phenylpyruvate tautomerase II、D-tautomerase、D-dopachrome tautomerase、D-dopachrome carboxy-lyase等とも呼ばれる。